# 巴州镇 (民和县)
巴州镇，是中华人民共和国青海省海东市民和回族土族自治县下辖的一个乡镇级行政单位。

## 行政区划
巴州镇下辖以下地区：
巴州镇社区、巴州一村、洒力池村、下马家村、上马家村、祁家村、万泉堡村、巴州二村、羊羔滩村、巴州垣村、凉尔湾村、麻家湾村、老官坪村、黄池村、胡家村、大焦土村、杨家湾村、下宣村、阳山村和上宣村。